# عبدالغافر فارسی
عبد الغافر فارسی (به عربی: عبد الغافر ابن إسماعیل الفارسی النیسابوری) (تولد:۴۵۱ قمری-مرگ:۵۲۹ قمری) دانشمند علوم اسلامی محدث و نویسندهٔ ادیب ایرانی در سدهٔ پنجم و ششم هجری قمری بود.

## نام
| نام       | کنیه                    | نام پدر | نسب            | شهرت                            | نام و نسب کامل                                                                         |
| --------- | ----------------------- | ------- | -------------- | ------------------------------- | -------------------------------------------------------------------------------------- |
| عبدالغافر | ابو الحسن یا ابی الحسین | اسماعیل | فارسی نیشابوری | ابوالحسن فارسی. عبدالغافر فارسی | أبی الحسین عبد الغافر بن محمد بن عبد الغافر بن أحمد بن محمد بن سعید الفارسی النیسابوری |

## زندگی
او در نیشابور در سال ۴۵۱ قمری به دنیا آمد. نزد امام الحرمین جوینی اصول علم حدیث و فقه آموخت و از پدرش، اسماعیل، و مادرش، ام‌رحیم، دختر قشیری و جدش ابوالقاسم عبدالکریم قشیری و جده اش، فاطمه دختر ابوعلی دقاق، و دو داییاش ابوسعد و ابوسعید، فرزندان قشیری، و احمد بن منصور مغربی و احمد بن عبدالرحیم اسماعیلی و احمد بن حسن ازهری احادیث بسیار استماع کرد، و در علوم مذهبی کامل شد. سپس به غزنه و هند و خوارزم مسافرت کرد و بزرگان را دیدار نمود و از ابومحمد جوهری و ابوسعد کنجرودی و ابوبکر محمد طبری اجازه دریافت کرد. ابوسعد عبدالله بن عمر صفار آخرین کسی است که از وی حدیث روایت کرده است. او را فقیهی محقق و فصیحی خوش‌زبان و ادیبی کامل توصیف کرده‌اند. وی خطیب نیشابور شد و سرانجام در نیشابور در سال ۵۲۹ قمری درگذشت.

## آثار
- «مجمع الغرائب فی غریب الحدیث» یا «مجمع الغرائب ومنبع الرّغائب»
- «السیاق لتاریخ نیسابور»
- «المفهم»